# Marc-Frédéric Habran
Marc-Frédéric Habran (14 febbraio 1988) è un calciatore francese, attaccante del AJ Saint-Georges e della selezione della Guyana francese.